# Pachydelphus banco
Pachydelphus banco là một loài nhện trong họ Linyphiidae.
Loài này thuộc chi Pachydelphus. Pachydelphus banco được Rudy Jocqué & Robert Bosmans miêu tả năm 1983.